# 455 v.Chr.
Het jaar 455 v.Chr. is een jaartal volgens de christelijke jaartelling. 

## Gebeurtenissen

### Italië
- In Rome wordt de Decemviri gevormd, een college van tien wetgevers met bestuurlijke functies.
- De Twaalftafelenwet komt tot stand; deze omvat zowel het publiekrecht als privaatrecht.

### Egypte
- De Atheense vloot wordt door de Perzen in de Nijl-delta vernietigend verslagen. Het Griekse expeditieleger moet zich terugtrekken door de Sinaï-woestijn.
- Prins Inaros wordt gevangengenomen en in Perzië door Artaxerxes I terechtgesteld.

### Griekenland
- Athene belegert en verwoest de Spartaanse vlootbasis Githion.

## Geboren
- Theramenes (~455 v.Chr. - ~404 v.Chr.), Atheens politicus

## Overleden
- Inaros, kroonprins van Egypte